# غاوفرر
غوفرر من أوائل القوات شبه العسكرية التي تستخدمها شوتزشتافل (SS) بين 1925 و 1929. تمت ترجمة SS-Gauführer على أنها "قائد منطقة شوتزشتافل"، وكانت تتولى قيادة عدة أفراد من قوات الأمن الخاصة - ستافلين والتي كانت بدورها يقودها أحد أفراد قوات الأمن الخاصة.
تأثرت رتبة Gauführer بموقف مماثل للحزب النازي من غاولايتر. كانت شارة Gauführer شارة الصليب المعقوف بخطين ابيضين.
لم تعد رتبة SS-Gauführer موجودة في عام 1929 عندما تم إعادة دمج SS-Gaus في وحدات SS جديدة معروفة باسم SS-Oberführerbereiche، وكل منها يقودها إس إس- أوبرفورر.